# ائوزینوفیل
ائوزینوفیل‌ها (به انگلیسی: Eosinophil) گروهی از گلبول‌های سفید هستند که حدود ۵٪ از گلبول‌های سفید خون را تشکیل می‌دهند و دارای هسته دو لوبه (دمبلی شکل) هستند.
هسته آن‌ها سگمنته و لوبوله، تعداد لب‌ها معمولاً ۲ عدد و به ندرت یک یا سه لبه می‌باشد که به وسیله گرانول‌ها پوشیده نشده‌است. افزایش تعداد ائوزینوفیل‌های سه لوبه نشانگر حالت حساسیت در فرد است. از طرفی
افزایش لب‌ها موجب برانگیختن شک به آنمی مگالوبلاستیک (کاهش اسیدفولیک و ویتامین B12)می‌گردد. سیتوپلاسم این سلول حاوی دانه‌های نارنجی فراوان است. شکل ظاهریشان شبیه نوتروفیل است و ۱۲–۱۷، میانگین ۱۳ میکرون (کمی کوچکتر از نوتروفیل) قطر دارند. این گلبول های سفید در مغز استخوان ساخته و در طحال بالغ میشود 
تعداد ائوزینوفیل‌ها در بیماری‌های ازدیاد حساسیتی (مانند آلرژی) و عفونت‌های انگلی (مانند نماتودها) درخون افزایش می‌یابد..

## نگارخانه

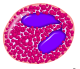
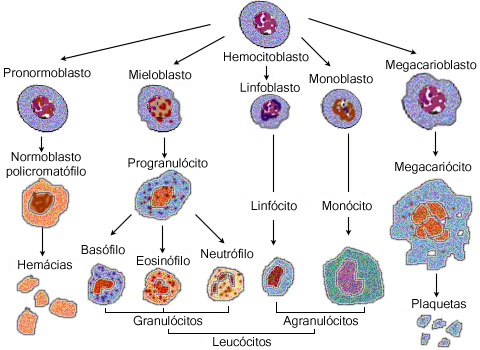
تصویری از سطح‌بندی سلول‌های خونی